# Polytaenium feei
Polytaenium feei là một loài dương xỉ trong họ Pteridaceae. Loài này được W. Schaffn. ex Fée Maxon mô tả khoa học đầu tiên năm 1926.